# Elk Mountains
Elk Mountains – pasmo w południowej części Gór Skalistych (w grupie Elk Range Area), ciągnące się na długości 80 km, w środkowo-zachodniej części stanu Kolorado, na terenie hrabstw Pitkin i Gunnison. Góry leżą na południowy zachód od znanego kurortu Aspen. W górach Elk Mountains jest wiele trudnych szlaków pieszych oraz trasy narciarskie o najwyższym stopniu trudności.

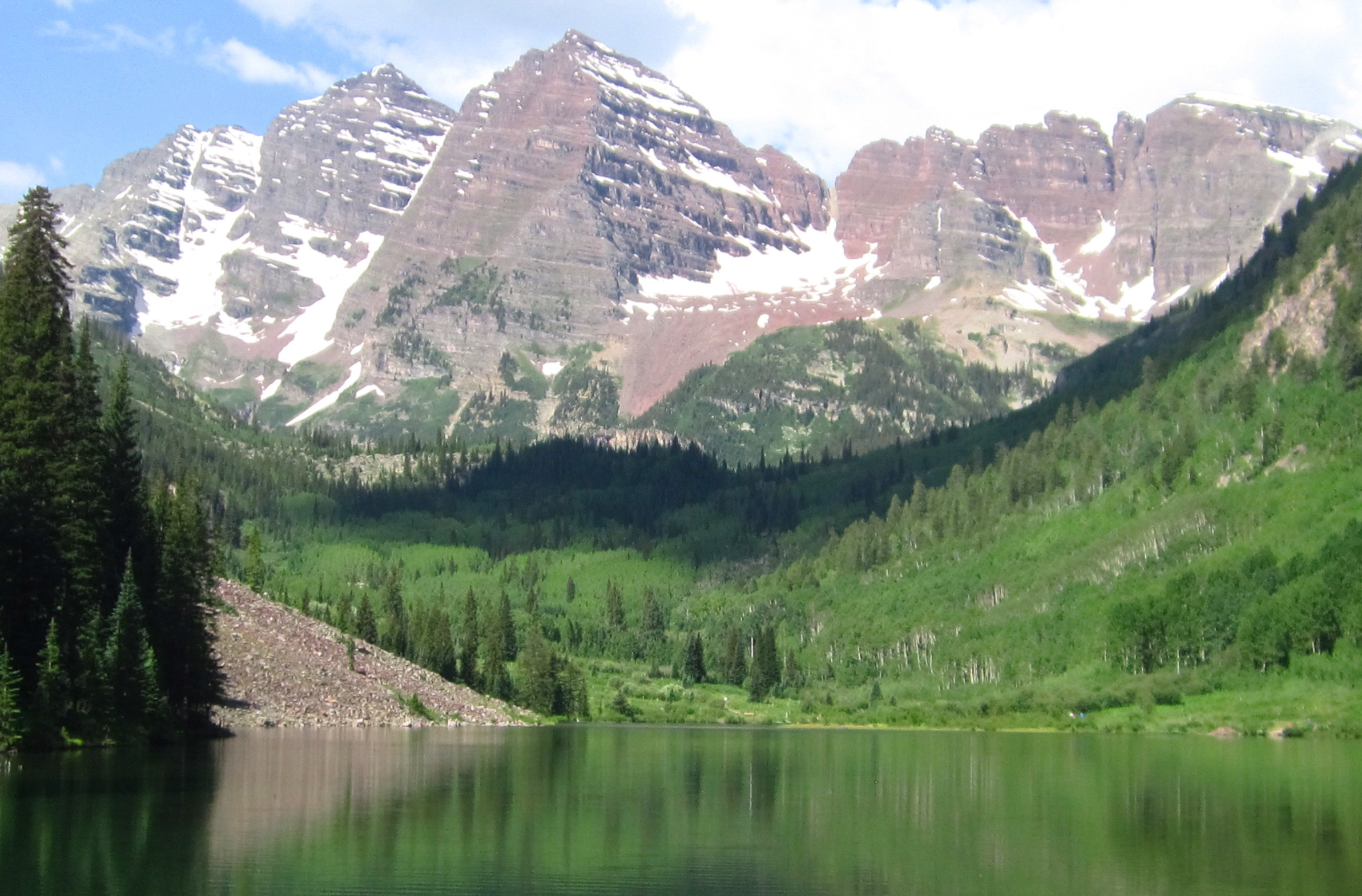
Widok na masyw Maroon Peak

## Podział
Elk Mountains dzieli się na trzy regiony. Pierwszy to Maroon Bells Snowmass Wilderness (należą do niego takie szczyty jak Maroon Bells, Capitol Peak/Snowmass Mountain oraz Conundrum). Drugi rejon to Raggeds Wilderness (z górami Chair Mountain, Ragged Mountain i masywem Treasure Mountain). Trzeci to zachodnie Elks Wilderness (ze szczytami  Beckwith’s, masywem Owens Mountain, masywem West Elk oraz łańcuchem Anthracite).
Pod względem geologicznym góry Elk Mountains składają się głównie z dwóch rodzajów skał trzeciorzędowych skał żyłowych oraz warstwowych skał osadowych.

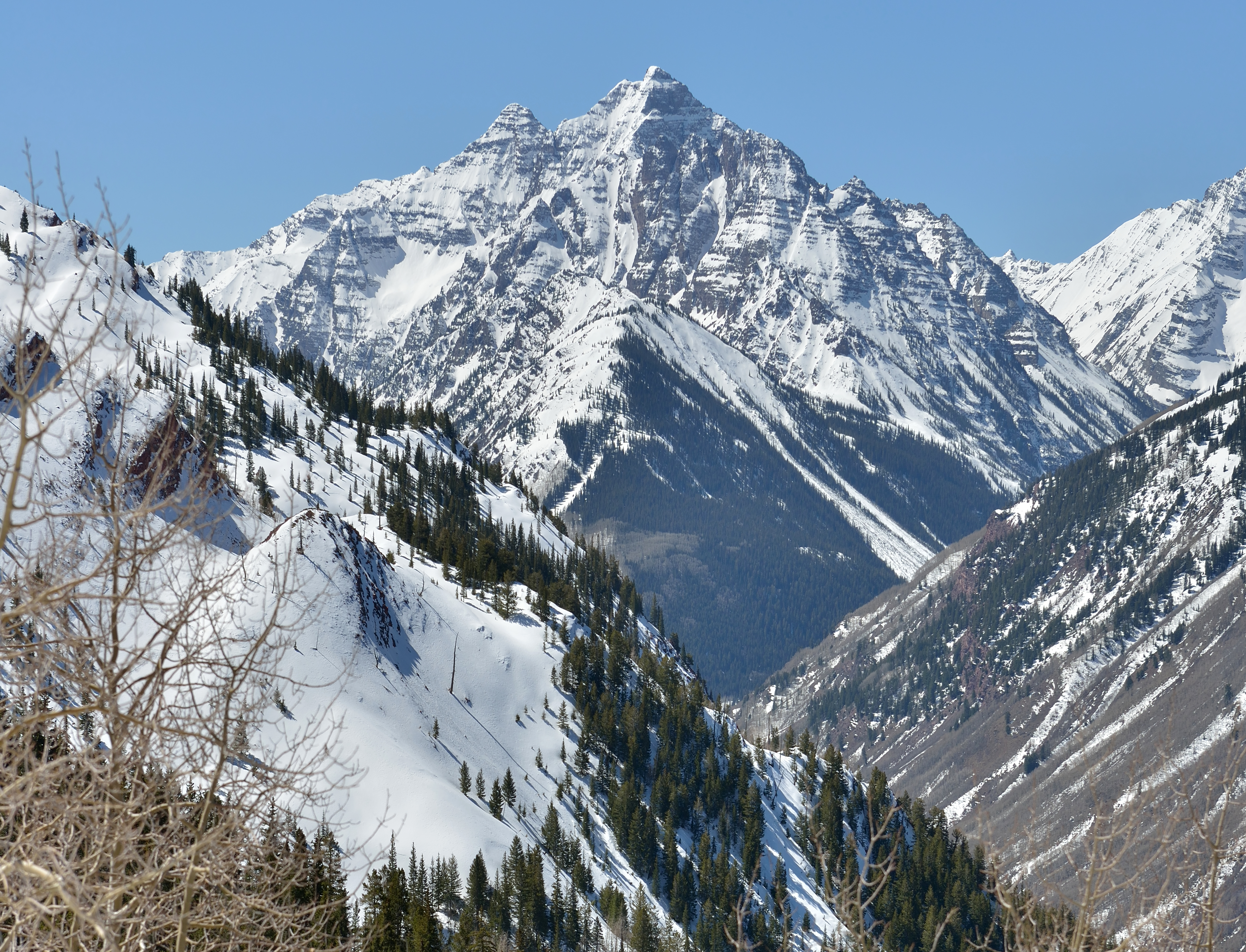
Widok na Pyramid Peak z kierunku Aspen

## Najwyższe szczyty
Najwyższy szczyt pasma to Castle Peak (4350 m n.p.m.), natomiast w łańcuchu znajduje się osiem szczytów o wysokości przekraczających 4200 m n.p.m.
1. Castle Peak – 4348 m n.p.m.
2. Maroon Peak – 4315 m n.p.m.
3. Capitol Peak – 4307 m n.p.m.
4. Snowmass Mountain – 4295 m n.p.m.
5. Conundrum Peak – 4279 m n.p.m.
6. Pyramid Peak – 4273 m n.p.m.
7. Cathedral Peak – 4250 m n.p.m.
8. Hagerman Peak – 4219 m n.p.m.
9. Pyramid Peak-Far South Peak – 4182 m n.p.m.
10. K2 – 4165 m n.p.m.